# Paul (chobotnice)
Chobotnice Paul (26. ledna 2008 – 26. října 2010) byla chobotnice pobřežní žijící v nádrži v Sea Life Centre, komerční atrakci v německém Oberhausenu. Chobotnice byla používána jako věštec v pokusu předpovídat výsledky fotbalových zápasů, obvykle mezinárodních zápasů, ve kterých hrál německý národní tým.
Paul byl v akváriu se dvěma boxy, z nichž každý obsahoval jeho oblíbené jídlo jako mušle nebo ústřice, a každý box byl označen vlajkou národního fotbalového týmu v nadcházejícím zápase. Chobotnice si údajně vybrala box s vlajkou vítězného týmu v několika ze šesti zápasů Německa na Euro 2008, a v každém ze svých prvních šesti zápasů na Mistrovství světa 2010 ve fotbale. Předpověděla i vítězství Španělů nad Nizozemci ve finále. Po MS 2010 se chovatelé Paula rozhodli, že už dál věštit nebude a odejde do „důchodu“. V říjnu 2010 chobotnice uhynula.

## Výsledky předpovědí chobotnice

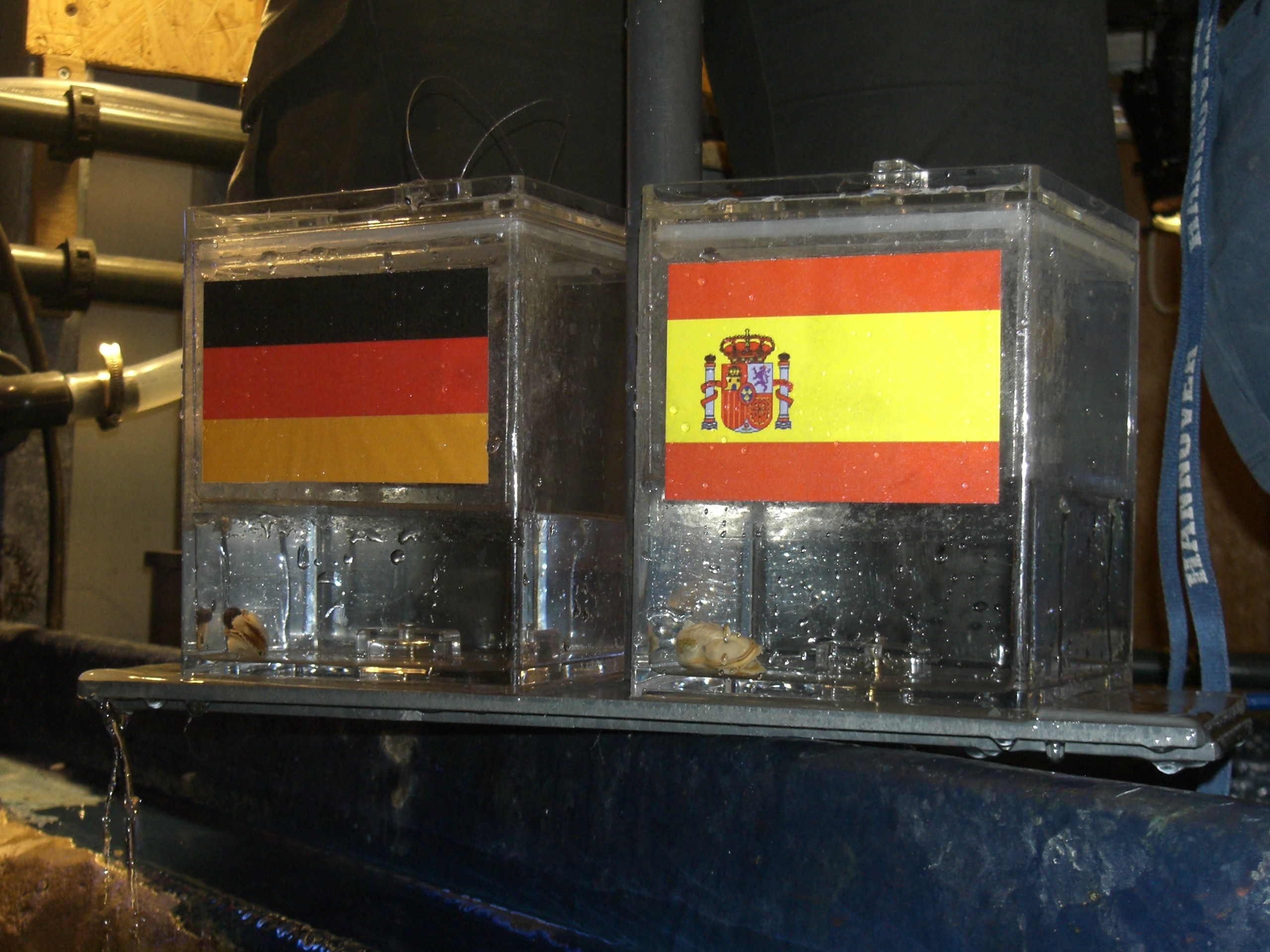
Plastové boxy, ve kterých je žrádlo pro Paula

### Mistrovství Evropy ve fotbale 2008
| Tým Německa | Soupeř      | Fáze        | Předpověď | Výsledek | Úspěch předpovědi |
| ----------- | ----------- | ----------- | --------- | -------- | ----------------- |
| Německo     | Polsko      | skupina     | Německo   | 2:0      | Ano               |
| Německo     | Chorvatsko  | skupina     | Německo   | 1:2      | Ne                |
| Německo     | Rakousko    | skupina     | Německo   | 1:0      | Ano               |
| Německo     | Portugalsko | čtvrtfinále | Německo   | 3:2      | Ano               |
| Německo     | Turecko     | semifinále  | Německo   | 3:2      | Ano               |
| Německo     | Španělsko   | finále      | Německo   | 0:1      | Možná?            |

### Mistrovství světa ve fotbale 2010
| Tým Německa | Soupeř    | Fáze             | Předpověď vítěze | Výsledek | Úspěch předpovědi |
| ----------- | --------- | ---------------- | ---------------- | -------- | ----------------- |
| Německo     | Austrálie | skupina          | Německo          | 4:0      | Ano               |
| Německo     | Srbsko    | skupina          | Srbsko           | 0:1      | Ano               |
| Německo     | Ghana     | skupina          | Německo          | 1:0      | Ano               |
| Německo     | Anglie    | osmifinále       | Německo          | 4:1      | Ano               |
| Německo     | Argentina | čtvrtfinále      | Německo          | 4:0      | Ano               |
| Německo     | Španělsko | semifinále       | Španělsko        | 0:1      | Ano               |
| Německo     | Uruguay   | zápas o 3. místo | Německo          | 3:2      | Ano               |

#### Finále
| Tým č. 1   | Tým č. 2  | Fáze   | Předpověď | Výsledek | Úspěch |
| ---------- | --------- | ------ | --------- | -------- | ------ |
| Nizozemsko | Španělsko | Finále | Španělsko | 0:1      | Ano    |